# Monodisma fragilis
Monodisma fragilis är en svampart som beskrevs av Alcorn 1975. Monodisma fragilis ingår i släktet Monodisma, divisionen sporsäcksvampar och riket svampar.   Inga underarter finns listade i Catalogue of Life.